# خاردمان
خاردمان (نام علمی: Senticaudata) نام یک زیرراسته از راسته دوجورپایان است.